# Table de constantes et paramètres astrophysiques
Le tableau suivant contient les valeurs des constantes et paramètres couramment utilisés en astrophysique et aussi plus particulièrement en cosmologie. Concernant les paramètres cosmologiques, le modèle ΛCDM qui est à la base du modèle standard de la cosmologie est utilisé et les valeurs numériques correspondent au meilleur ajustement dans un intervalle de confiance de 68 % (sauf mention explicite). 
Ces valeurs sont rassemblées dans la revue annuelle du Particle Data Group. 
| Quantité                                                                          | Symbole, équation                                                                             | Valeur                                                                                                  | Commentaire      |
| --------------------------------------------------------------------------------- | --------------------------------------------------------------------------------------------- | --- | ---------------- |
| Vitesse de la lumière dans le vide                                                | {\displaystyle c}                                                                             | 299 792 458 m s−1                                                                                       | [ 1 ]            |
| Constante newtonienne de la gravitation                                           | {\displaystyle {\mathcal {G}}_{N}}                                                            | 6,673 84(80) × 10−11 m3 kg−1 s−2                                                                        | [ 2 ]            |
| Unité astronomique (constante)                                                    | {\displaystyle {\text{ua}}}                                                                   | 149 597 870 700 m                                                                                       | [ 3 ]            |
| Année tropique (d'équinoxe à équinoxe)                                            | {\displaystyle {\text{année}}}                                                                | 31 556 925,2 s                                                                                          |                  |
| Année sidérale (d'étoile fixe à étoile fixe)                                      |                                                                                               | 31 558 149,8 s                                                                                          |                  |
| Jour sidéral moyen                                                                |                                                                                               | 23 h 56 min 04,090 53 s                                                                                 |                  |
| Jansky                                                                            | {\displaystyle J_{y}}                                                                         | 1 × 10−26 W m−2 Hz−1                                                                                    |                  |
| Masse de Planck                                                                   | {\displaystyle {\sqrt {\frac {\hbar c}{{\mathcal {G}}_{N}}}}}                                 | 12,209 0(9) × 1018 GeV/c2 = 21,764 5(16) × 10−9 kg                                                      |                  |
| Longueur de Planck                                                                | {\displaystyle {\sqrt {\frac {\hbar {\mathcal {G}}_{N}}{c^{3}}}}}                             | 1,616 24(12) × 10−35 m                                                                                  |                  |
| Temps de Planck                                                                   | {\displaystyle {\sqrt {\frac {\hbar {\mathcal {G}}_{N}}{c^{5}}}}}                             | 5,391 21 × 10−44 s                                                                                      |                  |
| Température de Planck                                                             | {\displaystyle T_{P}={\sqrt {\frac {\hbar c^{5}}{{\mathcal {G}}_{N}k^{2}}}}}                  | 1,416 79 × 1032 K                                                                                       |                  |
| Constante de Hubble actuelle                                                      | {\displaystyle H_{0}}                                                                         | 100 h km s−1 Mpc−1 = h × (9,778 13 Ga)−1                                                                |                  |
| Constante de Hubble normalisée                                                    | {\displaystyle h}                                                                             | 0,73+0,04 −0,03                                                                                         |                  |
| Longueur de Hubble                                                                | {\displaystyle {\frac {c}{H_{0}}}}                                                            | ≈ 120 × 1021 km                                                                                         |                  |
| Parsec (1 UA / 1 arc sec)                                                         | {\displaystyle {\text{pc}}}                                                                   | 30,856 775 814 672 × 1012 km = 3,26... al                                                               |                  |
| Année-lumière                                                                     | {\displaystyle {\text{al}}}                                                                   | 0,306 6...pc = 9,461... × 1012 km                                                                       |                  |
| Rayon de Schwarzschild du Soleil                                                  | {\displaystyle {\frac {2{\mathcal {G}}_{N}M_{\odot }}{c^{2}}}}                                | 2,953 250 08 km                                                                                         |                  |
| Masse du Soleil                                                                   | {\displaystyle M_{\odot }}                                                                    | 1,988 44(30) × 1030 kg                                                                                  |                  |
| Rayon équatorial du Soleil                                                        | {\displaystyle R_{\odot }}                                                                    | 696 100 km                                                                                              |                  |
| Luminosité du Soleil                                                              | {\displaystyle L_{\odot }}                                                                    | (384,6 ± 0,8) × 1024 W                                                                                  |                  |
| Rayon de Schwarzschild de la Terre                                                | {\displaystyle {\frac {2{\mathcal {G}}_{N}M_{\oplus }}{c^{2}}}}                               | 8,870 056 22 mm                                                                                         |                  |
| Masse de la Terre                                                                 | {\displaystyle M_{\oplus }}                                                                   | 5,972 3(9) × 1024 kg                                                                                    |                  |
| Rayon équatorial moyen de la Terre                                                | {\displaystyle R_{\oplus }}                                                                   | 6,378 140 × 106 m                                                                                       |                  |
| Vitesse du Soleil autour du centre de la Voie lactée                              | {\displaystyle \Theta _{o}}                                                                   | 220(20) km s−1                                                                                          |                  |
| Distance du Soleil au centre galactique                                           | {\displaystyle R_{o}}                                                                         | 8,0(5) kpc                                                                                              |                  |
| Densité locale du disque galactique                                               | {\displaystyle \rho _{disque}}                                                                | 3-12 × 10−24 g cm−3 ⋍ 2-7 GeV/c2 cm−3                                                                   |                  |
| Densité locale du halo galactique                                                 | {\displaystyle \rho _{halo}}                                                                  | 2-13 × 10−25 g cm−3 ⋍ 0,1-0,7 GeV/c2 cm−3                                                               |                  |
| Température actuelle du CMB                                                       | {\displaystyle T_{0}}                                                                         | 2,725±0,001 K                                                                                           |                  |
| Amplitude dipolaire actuelle du CMB                                               |                                                                                               | 3,346±0,017 mK                                                                                          |                  |
| Vitesse du Soleil par rapport au CMB                                              |                                                                                               | 369±2 km s−1 en direction de (l,b) = (263,86°±0,04°, 48,24°±0,010°)                                     |                  |
| Vitesse du groupe local par rapport au CMB                                        | {\displaystyle v_{LG}}                                                                        | 627±22 km s−1 en direction de (l,b) = (276°±3°, 30°±3°)                                                 |                  |
| Constante de Boltzmann (ou densité d'entropie)                                    | {\displaystyle s/k}                                                                           | 2 889,2 (T/2,725)3 cm−3                                                                                 |                  |
| Densité de photons du CMB                                                         | {\displaystyle n_{\gamma }}                                                                   | 410,5±0,5 cm−3                                                                                          |                  |
| Facteur d'échelle pour la constante cosmologique                                  | {\displaystyle {\frac {c^{2}}{3H_{0}^{2}}}}                                                   | 2,853 × 1051 h−2 m2                                                                                     |                  |
| Densité massique critique de l'univers                                            | {\displaystyle \rho _{c}={\frac {3H_{0}^{2}}{8\pi {\mathcal {G}}_{N}}}}                       | 2,775 366 27 × 1011 h2 M⊙ Mpc−3 = 1,878 37(28) × 10−29 h2 g cm−3 = 1,053 69(16) × 10−5 h2 (GeV/c2) cm−3 | quantité dérivée |
| Densité de la matière sans pression dans l'univers                                | {\displaystyle \Omega _{m}={\frac {\rho _{m}}{\rho _{c}}}}                                    | 0,127+0,007 −0,009h-2 ⇒ 0,24+0,03 −0,04                                                                 |                  |
| Densité de baryons dans l'univers                                                 | {\displaystyle \Omega _{b}={\frac {\rho _{b}}{\rho _{c}}}}                                    | 0,0223+0,0007 −0,0009h-2 ⇒ 0,042+0,003 −0,005                                                           |                  |
| Densité de matière sombre dans l'univers                                          | {\displaystyle \Omega _{dm}=\Omega _{m}-\Omega _{b}}                                          | 0,105+0,007 −0,010h-2 ⇒ 0,20+0,02 −0,04                                                                 |                  |
| Densité de rayonnement dans l'univers                                             | {\displaystyle \Omega _{\gamma }={\frac {\rho _{\gamma }}{\rho _{c}}}}                        | (2,471±0,004)h × 10-5 h-2 ⇒ (4,6±0,5) × 10-5                                                            |                  |
| Densité de neutrinos dans l'univers                                               | {\displaystyle \Omega _{\nu }}                                                                | < 0,007 h-2 ⇒ < 0,014 (à 95 % de niveau de confiance)                                                   |                  |
| Densité d'énergie sombre dans l'univers                                           | {\displaystyle \Omega _{\Lambda }}                                                            | 0,76+0,04 −0,06                                                                                         |                  |
| Densité d'énergie totale dans l'univers                                           | {\displaystyle \Omega _{tot}=\Omega _{m}+\Omega _{\gamma }+\Omega _{\nu }+\Omega _{\Lambda }} | 1,003+0,013 −0,017                                                                                      |                  |
| Rapport baryons/photons                                                           | {\displaystyle \eta ={\frac {n_{b}}{n_{\gamma }}}}                                            | 4,7 × 10-10 < η < 6,5 × 10-10 (95 %)                                                                    |                  |
| Densité de nombre de baryons                                                      | {\displaystyle n_{b}}                                                                         | 1,9 × 10−7 cm−3 < nb < 2,7 × 10−7 cm−3                                                                  |                  |
| Paramètre d'équation d'état pour l'énergie sombre                                 | {\displaystyle w}                                                                             | -0,97+0,07 −0,09                                                                                        |                  |
| Fluctuation d'amplitude à l'échelle 8 : h−1 Mpc                                   | {\displaystyle \sigma _{8}}                                                                   | 0,74+0,05 −0,06                                                                                         |                  |
| Indice spectral scalaire de l'ajustement de la loi de puissance aux observations  | {\displaystyle n_{s}}                                                                         | 0,951+0,015 −0,019                                                                                      |                  |
| Variation de l'indice spectral pour k0 = 0,05 Mpc−1                               | {\displaystyle {\frac {{\rm {d}}n_{s}}{{\rm {d}}\ln k}}}                                      | -0,055+0,029 −0,035                                                                                     |                  |
| Rapport des perturbations tensorielles/scalaires dans le CMB pour k0 = 0,05 Mpc−1 | {\displaystyle r={\frac {T}{S}}}                                                              | < 0,55 (95 %)                                                                                           |                  |
| Profondeur optique de réionisation                                                | {\displaystyle \tau }                                                                         | 0,09±0,03                                                                                               |                  |
| Âge de l'Univers                                                                  | {\displaystyle t_{0}}                                                                         | 13,7+0,1 −0,2 Ga                                                                                        |                  |